# Lee Janzen
Lee McLeod Janzen (født 28. august 1964 i Austin, Minnesota, USA) er en amerikansk golfspiller, der (pr. september 2010) står noteret for otte sejre på PGA Touren. Hans bedste resultater i Major-turneringer er hans 2 sejre ved US Open, der faldt i henholdsvis 1993 og 1998.
Janzen har 2 gange, i 1993 og 1997, repræsenteret det amerikanske hold ved Ryder Cupen.